# هيتوشي ساتو
هيتوشي ساتو (باليابانية: 佐藤仁؛ بالكانا: さとう ひとし) هو متسابق دراجات هوائية ياباني، ولد في 3 أكتوبر 1962 في أكيتا في اليابان.

## وصلات خارجية
- هيتوشي ساتو على موقع أرشيف الدراجات (الإنجليزية)
- هيتوشي ساتو على موقع إحصائيات الدراجات الإحترافية (الإنجليزية)
- هيتوشي ساتو على موقع أوليمبيديا (الإنجليزية)